# Rani Nagels
Rani Nagels (30 maart 1995) is een Belgische voormalige atlete, die gespecialiseerd was in de sprint en de middellange afstand. Zij werd vijfmaal Belgisch kampioene.

## Loopbaan
Nagels behaalde op de 400 m tussen 2012 en 2014 drie opeenvolgende Belgische indoortitels. Op deze afstand nam ze in 2013 ook deel aan de Europese kampioenschappen U20. Ze werd uitgeschakeld in de reeksen. In 2015 en 2016 werd ze Belgisch indoorkampioene op de 800 m.
Nagels was aangesloten bij Atletiek Belgica Edegem Sport (ABES). Begin 2013 stapte ze over naar Lebbeekse Atletiek Toekomst (LAT). In 2015 ging ze naar Excelsior Sports Club (ESC).

## Belgische kampioenschappen
Indoor
| Onderdeel | Jaar             |
| --------- | ---------------- |
| 400 m     | 2012, 2013, 2014 |
| 800 m     | 2015, 2016       |

## Persoonlijke records
Outdoor
| Onderdeel | Prestatie          | Datum        | Plaats       |
| --------- | ------------------ | ------------ | ------------ |
| 200 m     | 24,33 s (+1,8 m/s) | 21 juni 2014 | Lier         |
| 400 m     | 53,51 s            | 5 juli 2015  | Brussel      |
| 600 m     | 1.31,16            | 5 juli 2012  | Luik         |
| 800 m     | 2.07,10            | 9 mei 2013   | Sint-Niklaas |

Indoor
| Onderdeel | Prestatie | Datum            | Plaats    |
| --------- | --------- | ---------------- | --------- |
| 60 m      | 7,65 s    | 20 februari 2016 | Gent      |
| 200 m     | 24,35 s   | 23 januari 2016  | Metz      |
| 300 m     | 38,73 s   | 18 december 2015 | Kirchberg |
| 400 m     | 54,29 s   | 26 januari 2014  | Gent      |
| 600 m     | 1.30,44   | 18 december 2015 | Kirchberg |
| 800 m     | 2.07,29   | 9 februari 2014  | Gent      |

## Palmares

### 400 m
- 2012:  BK indoor AC – 56,68 s
- 2013:  BK indoor AC – 56,73 s
- 2013: 6e reeksen EK U20 in Rieti – 55,05 s
- 2014:  BK indoor AC – 55,43 s
- 2015:  BK AC – 53,69 s
- 2016:  BK AC – 54,18 s

### 800 m
- 2015:  BK indoor AC – 2.14,96
- 2016:  BK indoor AC – 2.10,48

- World Athletics: 14426700